# لكمة بن سعيد طالب

تعديل مصدري - تعديل

لكمة بن سعيد طالب هي إحدى قرى عزلة القارة بمديرية رصد التابعة لمحافظة أبين، بلغ تعداد سكانها 89 نسمة حسب تعداد اليمن لعام 2004.